# Świeradów-Zdrój
Świeradów-Zdrój (in tedesco Bad Flinsberg) è una città polacca del distretto di Lubań nel voivodato della Bassa Slesia.
Ricopre una superficie di 20,72 km² e nel 2007 contava 4 555 abitanti.